# Gran Turismo 4
Gran Turismo 4 je simulacija vožnje za PlayStation 2 igraću konzolu. Za tu igru se moze reći da je system seller (prodavač sistema) za spomenutu konzolu, što znači da veliki broj ljudi kupuje tu konzolu upravo zbog te igre. Na taj način Gran Turismo 4 izrazito doprinosi prodaji konzole PlayStation 2.
Igra se odlikuje iznimno realno simuliranim vozilima, od najmanjih gradskih automobila pa sve do trkaćih monstruma. Realnost igre podupire i činjenica da ju često koriste za zabavu ili vježbu i profesionalni vozači, auto novinari itd. Posebice je vjerno simulirana i rado igrana staza Nürburgring, vjerojatno najzahtjevnija i najpoznatija svjetska automobilistička staza.